# Víctor Cancino
Víctor Antonio Cancino Araneda (* 27. Juni 1972 in Los Lagos) ist ein ehemaliger chilenischer Fußballspieler und heutiger -trainer. Der defensive Mittelfeldspieler bestritt zwei Länderspiele für die Nationalmannschaft und wurde auf Vereinsebene 2004 chilenischer Meister.

## Karriere

### Verein
Víctor Cancino begann 1992 bei Deportes Valdivia und 1993 Real Valdivia jeweils in der Tercera División. Er wechselte 1994 zu Deportes Puerto Montt in die Segunda División, wo er bis 1998 spielte. 1996 gelang Cancino mit dem Verein aus dem Süden Chiles der Aufstieg in die Primera División. 1999 unterschrieb der Mittelfeldspieler bei Deportes Concepción. Nach zwei Jahren bei den Santiago Wanderers kam er zu Universidad de Chile. Mit La U gewann Cancino in der Apertura 2004 seine einzige Meisterschaft. 2006 wechselte der Defensivakteur zu Coquimbo Unido. Nach einer erneuten Station bei Santiago Wanderers ließ er seine Karriere bei seinem früheren Klub Deportes Puerto Montt in der zweiten Liga ausklingen.

### Nationalmannschaft
Víctor Cancino debütierte im Oktober 2001 in der chilenischen Nationalmannschaft beim Qualifikationsspiel zur Weltmeisterschaft 2002 gegen Brasilien. Im November bestritt der Mittelfeldspieler ein weiteres Qualifikationsspiel gegen Kolumbien. Chile konnte sich als Letzter der Südamerikagruppe nicht für das Turnier in Südkorea und Japan qualifizieren.

### Trainer
Nach seiner Spielerkarriere wurde Cancino direkt Jugendtrainer bei den Deportes Puerto Montt. Später arbeitete er im Klub noch als Co-Trainer. Seine einzige Cheftrainerposition hatte der frühere Nationalspieler 2017 bei Deportes Rengo.

## Erfolge
Universidad de Chile
- Chilenischer Meister: 2004-A